# 동방여자중학교
동방여자중학교(東邦女子中學校)는 대한민국 대전광역시 서구 복수동에 있는 사립 중학교이다.

## 학교 연혁
- 1979년 4월 16일 : 학교법인 신성학원 설립 허가(설립자 겸 초대 이사장 이병익 박사 취임)
- 1980년 1월 24일 : 동방여자중학교 설립 인가(학년당 4학급, 계 12학급)
- 1980년 3월 1일 : 초대 교장 이길환 선생 취임
- 1980년 3월 7일 : 개교(제1회 입학식)
- 1980년 7월 21일 : 교사(1,782m²) 준공
- 1981년 5월 20일 : 개교 기념 및 교사 준공식(복수동 교사)
- 1983년 2월 10일 : 제1회 졸업식
- 1983년 10월 6일 : 교사(2,592m²) 증축 (총 4,320m²)
- 1998년 9월 9일 : 학교법인 명칭 변경 인가(신성학원 → 혜천학원)
- 2006년 7월 12일 : 학교법인 동방학원 설립 허가 (혜천학원에서 분리) (설립자 이용국 박사, 제6대 이사장 이한종 선생)
- 2012년 8월 16일 : 급식실 증축(712.2m²)
- 2015년 7월 1일 : 제7대 이사장 최영복 선생 취임
- 2019년 3월 1일 : 제14대 교장 박영호 선생 취임
- 2019년 9월 25일 : 다목적 강당 개관식
- 2024년 1월 4일 : 제42회 졸업식(졸업생 누계 12,389명)
- 2024년 3월 4일 : 제45회 입학식

## 참고 자료
- 동방여자중학교 - 한국교육학술정보원 학교알리미